# Менджак, Томаш
Томаш Менджак (пол. Tomasz Mędrzak; 18 декабря 1954, Лодзь) — польский театральный деятель, актёр театра, кино и телевидения, театральный режиссёр.

## Биография
После окончания средней школы работал фотожурналистом в еженедельнике «Razem» и «Świat Młodych». В 1979 году окончил Киношколу в Лодзи.
С 1990-х годов, в основном, играл в театрах, в частности, в Варшавском Театре Охоты (Teatr Ochoty), где служил заместителем директора, в 1996—2008 годах был генеральным директором и художественным руководителем. В 2009 году вместе с группой бывших актеров этого театра основал театральное сообщество teatr tm.

## Награды
- Золотой Крест Заслуги (Польша)

## Избранная фильмография
- 1973: В пустыне и джунглях / W pustyni i w puszczy — Стась Тарковский
- 1974: В пустыне и джунглях (мини-сериал ТВ) / W pustyni i w puszczy — Стась Тарковский
- 1979: Долгий путь / …droga daleka przed nami… Пётр Закржевский
- 1980: Возрождение Польши / Polonia Restituta — внук старого доктора
- 1980: Королева Бона (сериал ТВ) / Królowa Bona — придворный
- 1980—2000: Дом (сериал ТВ) / Dom — Лешек Талар
- 1981: Случаи Петра С. / Przypadki Piotra S. — друг Петра, член молодёжной организации
- 1986: Зеркало / Lustro — Анджей
- 1986: Островская республика (мини-сериал ТВ) / Republika Ostrowska — Эдек Водничак
- 1986: Республика надежды / Republika nadziei — Эдек Водничак
- 1987: И скрипки умолкли / I skrzypce przestały grać — граф Потоцкий
- 1991: Очень важная персона / V.I.P. — Ян Рамус
- 1993: ВАУ (мини-сериал ТВ) / WOW
- 2015: В добре и в зле (сериал ТВ) / Na dobre i na złe — муж Сильвии Пореды